# Cyclomia vinosa
Cyclomia vinosa là một loài bướm đêm trong họ Geometridae.